# Andrew Soltis
Andrew Soltis, noto anche come Andy Soltis, (Hazleton, 28 maggio 1947) è uno scacchista statunitense.
Partecipò con gli Stati Uniti a sei campionati del mondo a squadre per studenti (World Student Team Chess Championship) dal 1967 al 1972. Ottenne la medaglia d'oro di squadra e individuale in 2a scacchiera nella 17ª edizione di Haifa nel 1970.
Dal 1967 al 1988 vinse nove volte il campionato del Marshall Chess Club.
Vinse il 14º Torneo di Capodanno di Reggio Emilia 1971/72. Nel 1977 fu pari primo con Leonid Shamkovich nel Campionato statunitense Open di Columbus. Nel 1980 ottenne il titolo di Grande Maestro ed in seguito si dedicò quasi esclusivamente all'attività di scrittore e giornalista scacchistico. 
È editorialista di diverse riviste e quotidiani, tra cui Chess Life (rivista ufficiale della Federazione statunitense di scacchi) e il New York Post. Nel 1988 è stato premiato come Chess Journalist of the Year dall'associazione "Chess Journalists of America".

## Pubblicazioni
- The Best Chess Games of Boris Spassky, David McKay Company, New York, 1973
- American Chess Masters from Morphy to Fischer (con Arthur Bisguier), MacMillan, 1974
- Morphy Chess Masterpieces (con Fred Reinfeld), Collier Books, 1974
- The Great Chess Tournaments and Their Stories , 1975
- Pawn Structure Chess, Tartan Books, 1976
- Turning Advantage into Victory in Chess
- Chess to Enjoy, Stein and Day, 1978
- Catalog of Chess Mistakes, Three Rivers Press, 1980
- The Art of Defense in Chess, Random House, 1986
- A Black Defensive System For The Rest of Your Chess Career, Chess Digest, 1987
- Winning with 1 e4, Chess Digest, 1988
- Confessions of a Chess Grandmaster, Thinker's Press, 1990
- Winning with 1 c4: A Complete Opening System, Chess Digest, 1990
- Karl Marx Plays Chess: and other reports on the world's oldest game, D. McKay, New York, 1991
- Winning with 1 f4: Bird's Opening, Chess Digest, 1992
- White Opening System: Combining Stonewall Attack, Colle System, Torre Attack, Chess Digest, 1992
- Frank Marshall, United States Chess Champion: A Biography with 220 Games, 1993
- The Stonewall Attack, Revised 2nd Edition, Chess Digest, 1993
- The Inner Game of Chess: How to Calculate and Win, Random House, 1994
- Soviet Chess 1917–1991, McFarland & Company, 1999
- Grandmaster Secrets: Openings, Thinker's Press, 2000
- The Book of Chess Lists, 2002
- Bobby Fischer Rediscovered, Batsford, 2003
- Grandmaster Secrets: Endings, Thinker's Press, 2003
- Los Voraces 2019, A Chess Novel, McFarland & Company, 2003
- Rethinking the Chess Pieces, Batsford, 2004
- Why Lasker Matters, Batsford, 2005
- How to Choose a Chess Move, Batsford, 2005
- The 100 Best Chess Games of the 20th Century, Ranked, McFarland & Company, 2006
- Transpo Tricks in Chess, Batsford, 2007
- The Wisest Things Ever Said About Chess, Batsford, 2008
- Studying Chess Made Easy, Batsford, 2010
- The United States Chess Championship, 1845-2011
- What It Takes To Become A Chess Master, Batsford, 2012
- Mikhail Botvinnik: The Life and Games of a World Chess Champion, McFarland & Company, 2014